# Waldwespe
Die Waldwespe (Dolichovespula sylvestris) ist eine Echte Wespe aus der Gattung der Langkopfwespen (Dolichovespula).

## Merkmale
Die Königinnen dieser Art erreichen eine Körperlänge von 15 bis 19 Millimeter, Arbeiterinnen werden 13 bis 15 Millimeter lang, Drohnen 14 bis 16 Millimeter. Die Zeichnung auf dem Clypeus ist nur wenig variabel. Die Art ist von den übrigen Langkopfwespen nur durch Genitaluntersuchungen zweifelsfrei zu unterscheiden.

## Vorkommen
Die Art kommt in Nordafrika, Europa und Asien vor. Die nördliche Verbreitung reicht bis in den Süden Skandinaviens. Waldwespen besiedeln lichte Wälder, aber auch offene Lebensräume und auch menschliches Siedlungsgebiet. Die Tiere fliegen von Anfang Mai bis Mitte September, wobei Arbeiterinnen ab Ende Mai, Königinnen und Drohnen der neuen Generation ab Mitte Juli auftreten.

## Lebensweise
Die Waldwespen legen ihre Nester ähnlich wie die Sächsische Wespe (Dolichovespula saxonica) frei hängend an geschützten Orten und auch in oder an Häusern, Dachböden etc. an. Gelegentlich werden sie auch in Gebüschen und Erdhöhlen angelegt. Die grau gefärbten Nester werden aus verwittertem Holz hergestellt und erreichen einen Durchmesser von bis zu 25 Zentimeter. Sie bestehen aus separaten Ringsegmenten und haben keine Lufttaschen. Die Nester bestehen meist aus drei bis sechs Waben, deren Ränder aufgebogen sind sowie bis zu 900 Zellen. Maximal besiedeln etwa 800 Individuen ein Nest, wobei davon etwa 300 Arbeiterinnen sind. Das Volk entwickelt sich bei der Waldwespe relativ rasch. Die Art wird von der Waldkuckuckswespe (Dolichovespula omissa) parasitiert.

## Belege